# Paul Schoenfield

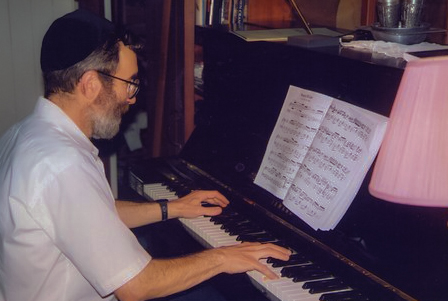
Paul Schoenfield, 1993

Paul Schoenfield (* 24. Januar 1947 in Detroit; † 29. April 2024 in Jerusalem) war ein US-amerikanischer Komponist und Pianist.

## Leben
Schoenfield begann im Alter von sechs Jahren mit dem Klavierspiel, ein Jahr später fertigte er seine erste Komposition an. Er absolvierte sein Hochschulstudium an der Carnegie-Mellon University und promovierte an der University of Arizona zum Doktor der Musik.
In seiner Musik bediente sich der Komponist jüdischer Abstammung verschiedener Stilelemente: Er kombinierte die traditionell-klassische Musik mit folkloristischen Elementen, die insbesondere an Klezmer angelehnt sind, zu einer neuen Einheit. Damit führte er die Tradition amerikanischer Komponisten, angefangen bei George Gershwin, fort, deren hervorstechendes Merkmal das Zurückgreifen auf populäre Elemente ist, gleich welcher Art.
In seinem Schaffen nehmen Kammermusikwerke und Solokonzerte den größten Raum ein; daneben komponierte er Klavier- und Chorwerke, eine Oper und ein Oratorium. Sein mit Abstand bekanntestes Werk ist die „Cafe Music“ für Violine, Violoncello und Klavier mit ihrer prägnanten Rhythmik und ihren kraftvollen Melodien.
Paul Schoenfield war lange Zeit auch als Pianist national und international aktiv. Unter anderem existiert mit ihm und Sergiu Luca eine Einspielung aller Werke für Violine und Klavier von Béla Bartók.
Paul Schoenfield war neben seiner musikalischen Tätigkeit auch auf den Gebieten der Mathematik und im Hebräischen bewandert.
Seit den 1990er Jahren lebte er in der Kleinstadt Migdal haEmek in Israel.

## Werke (Auswahl)
- Cafe Music für Klaviertrio
- Vier Musikvideos für Klaviertrio
- Vaudeville Konzert für kleine Trompete und Orchester
- Slowakische Kinderlieder für Flöte und Klavier
- Märchen aus Chelm für Erzähler und Streichquartett
- High-Rock Ballet für verstärkte Violine, Saxofon, Bassgitarre, Schlagzeug, Synthesizer und Klavier
- Vier Parabeln für Klavier und Orchester
- Klezmer Rondos, Konzert für Flöte und Orchester
- Fünf Tage aus dem Leben eines Manisch-Depressiven für Klavier zu vier Händen
- Taschyag für zwei Klaviere
- D' vorah-Oratorium
- The Merchant and the Pauper, Oper